# Maria Dolors Oms i Bassols
Maria Dolors Oms i Bassols   (Blanes, 2 de maig de 1940 - Blanes, 22 de febrer de 2023) fou alcaldessa de Blanes del 1979 fins al 1987 i del 1991 al 1995. Va ser filla d'una família benestant, de metges i farmacèutics i va centrar els seus estudis en el món de l'assistència social.

## Defensora de la comunitat de pescadors
Maria Dolors Oms i Bassols sempre va mostrar públicament el seu suport a la comunitat de pescadors i a la seva tasca. Durant la seva alcaldia va procurar facilitar el treball d'aquests i millorar les seves condicions de treball. Així doncs, després de la seva carrera política, l'any 2011, va ser reconeguda per la Generalitat de Catalunya amb la Medalla de la pesca per la defensa i l'impacte que va tenir en els pescadors i pescadores de la zona.

## Reconeixements
- Medalla al treball President Macià: l'any 2010 Maria Dolors Oms i Bassols va ser guardonada amb aquest premi per la seva implicació en millorar les condicions i qualitat de vida dels discapacitats i per la seva gran capacitat de lideratge.[5]
- Medalla de la pesca: aquesta medalla li va ser entregada la nit de la 23a Edició de la Gran nit de pesca catalana. Entregada pel conseller d'Agricultura, Ramaderia, Pesca, Alimentació i Medi Natural, Josep Maria Pelegrí, i per la directora general de Pesca i Afers Marítims, Mercè Santmartí.[6]